# El preso
«El preso» es una canción grabada por la orquesta colombiana de salsa Fruko y sus Tesos. Fue lanzada en 1975 con la voz de Wilson Saoko. La canción fue compuesta por el percusionista de la banda Álvaro Velásquez.

## Contenido
La letra es la narración de un preso que cumple 30 años de pena. La verdadera inspiración para el compositor Velásquez fue la carta de un amigo que describía el dolor de otro amigo al ser encarcelado durante 30 años por un cargo de drogas. En una entrevista, Julio Ernesto Estrada (conocido como Fruko) dijo que "se convirtió en un himno mundial de la música salsa".

## Reconocimientos
Radio Nacional de Colombia también llamó a la canción un "himno universal de la salsa".
La canción también ha sido reconocida como una de las mejores canciones colombianas de todos los tiempos por múltiples fuentes de medios:
- En su lista de las diez canciones colombianas más icónicas, El Nuevo Siglo ubicó a La Pollera Colorá en el puesto 10.[7]

- Fue seleccionada por Hip Latina en 2017 como una de las "13 canciones de la vieja escuela que todo colombiano creció escuchando"; la publicación escribió que "el ritmo infeccioso te hará bailar con bastante libertad".[8]

- En su lista de las 50 mejores canciones colombianas de todos los tiempos, El Tiempo, el periódico de mayor circulación de Colombia, ubicó la canción en el puesto 41.[9]

- Fue seleccionada por Billboard en 2018 como una de las "15 mejores canciones de salsa de todos los tiempos".[10]

- La canción fue incluida en la película National Security protagonizada por Steve Zahn y Martin Lawrence.